# Буковина (поїзд № 118/117)
«Буковина» — скасований фірмовий пасажирський поїзд 2-го класу категорії «нічний швидкий» № 118/117 сполученням Чернівці — Чернігів. В складі поїзда курсував один раз на тиждень вагон безпересадкового сполучення Київ — Бухарест — Київ. Протяжність маршрута складала 624 км.

## Історія
До 2012 року поїзд курсував під № 627/628. З 2012 року отримав № 117/118 і «Укрзалізницею» розглядалося питання скасування чи зміни маршруту руху поїзда, яке пояснювалось частковою нерентабельністю, а також запуском поїздів «Інтерсіті+». У лютому 2015 року «Укрзалізниця» повідомила про скасування цього поїзда, але в результаті численних звернень та скарг, скасувала своє рішення.
До 7 червня 2014 року поїзд з курсував через станції Тернопіль, Теребовля, Копичинці, Чортків, Товсте, Заліщики, Стефанешти, Кіцмань, Лужани.
З 7 червня 2014 року змінено маршрут руху поїзду через станції Гречани, Дунаївці, Кам'янець-Подільський, Ларгу і Новоселицю. Щоб не залишити пасажирів без цього поїзда на колишньому маршруті незабаром призначено щоденний поїзд «Гуцульщина» № 458/457 сполученням Рахів — Київ.
З 26 жовтня 2014 року поїзд прискорений на 40 хвилин.
З 10 грудня 2017 до 8 грудня 2018 року курсував складом поїзда «Галичина» № 141/142 Львів — Київ у спільному обороті з поїздом «Галичина» № 143/144 Ворохта — Київ, але згодом подовжено маршрут руху поїзда № 141/142 до Бахмута, що дало змогу обслуговувати вагони ЛВЧД-6 станції Чернівці.
З 8 липня 2019 року була збільшена глибина продажу квитків до 60 діб.
З 30 травня по 7 вересня 2019 року «Укрзалізниця» змінила маршрут руху поїзда під час курортного сезону, що дало змогу прямого залізничного сполучення між Чернівцями та Генічеськом. Час в дорозі складав близько 29 годин.
З 17 березня по 12 серпня 2020 року поїзд було скасовано через пандемію COVID-19. З 13 серпня 2020 року відновлено курсування поїзда за звичайним графіком руху. 
З 24 серпня до 31 серпня 2020 року маршрут руху поїзда, через карантинні обмежувався до станції Неполоківці.
З 31 серпня по 14 вересня 2020 року обмежений маршрут руху до станції Ларга.
З 14 вересня по 21 вересня 2020 року знову був скорочений маршрут руху, але вже до станції Кам'янець-Подільський, бо ці станції попали у «червону зону».
З 21 вересня 2020 року відновлено рух поїзда за звичайним маршрутом тричі на тиждень (з Києва — по 1, 3, 5 дням тижня, з Чернівців — по 2, 4, 7 дням тижня).
З 13 грудня 2020 по 31 січня 2021 року, з введенням графіку руху поїздів на 2020/2021 роки, курсував щоденно, проте з 1 лютого 2021 року зменшив періодичність (з Києва — по 1, 3, 5 дням тижня, з Чернівців — по 2, 4, 7 дням тижня).
З 1 липня по 29 серпня 2021 року «Укрзалізниця» змінила маршрут руху поїзда під час курортного сезону, що дало змогу прямого залізничного сполучення між станціями Чернівці та Чернігів. Час в дорозі складає близько 16 годин.
З 18 жовтня 2021 року поїзд скасований.

## Інформація про курсування
Поїзд курсував цілий рік. На маршруті прямування здійснював 10 зупинок на проміжних станціях.
| Розклад руху поїзда «Буковина» на 2020/2021 рр. (з 13.12.2020 по 17.10.2021) | Розклад руху поїзда «Буковина» на 2020/2021 рр. (з 13.12.2020 по 17.10.2021) | Розклад руху поїзда «Буковина» на 2020/2021 рр. (з 13.12.2020 по 17.10.2021) | Розклад руху поїзда «Буковина» на 2020/2021 рр. (з 13.12.2020 по 17.10.2021) | Розклад руху поїзда «Буковина» на 2020/2021 рр. (з 13.12.2020 по 17.10.2021) |
| Час прибуття                                                                 | Час відправлення                                                             | Станція                                                                      | Час прибуття                                                                 | Час відправлення                                                             |
| ---------------------------------------------------------------------------- | ---------------------------------------------------------------------------- | ---------------------------------------------------------------------------- | ---------------------------------------------------------------------------- | ---------------------------------------------------------------------------- |
| —                                                                            | 16:50                                                                        | Чернігів                                                                     | 11:42                                                                        | —                                                                            |
| 19:48                                                                        | 20:05                                                                        | Київ                                                                         | 08:08                                                                        | 08:34                                                                        |
| 07:57                                                                        | —                                                                            | Чернівці                                                                     | —                                                                            | 19:46                                                                        |

Актуальний розклад руху вказано у розділі «Розклад руху призначених поїздів» на офіційному вебсайті «Укрзалізниці».

## Схема поїзда
У складі поїзда, з міркувань безпеки прохідність складних дільниць між Хмельницьким та Чернівцями, зазвичай було не більше 16 вагонів:
- 8 купейних;
- 7 плацкартних;
- 1 вагон класу Люкс;
- 1 «РІЦ» (1 раз на тиждень).

Вагон безпересадкового сполучення до Бухареста
У складі поїзда курсував цілий рік один раз на тиждень комфортабельний безпересадковий вагон РІЦ Південно-Західної залізниці сполученням Київ — Бухарест, що відповідав усім стандартам міжнародного сполучення:
- до Чернівців з поїздом «Буковина»;
- від станції Чернівці до прикордонної станції Вадул-Сірет курсував у складі приміського поїзда Чернівці — Сторожинець;
- на станції Вадул-Сірет (Україна) вагон переставлявся на євроколію, де здійснювався прикордонний та митний контроль, і надалі прямував до Бухаресту в складі поїзда румунського формування сполченням Вадул-Сірет — Бухарест.

Кожне купе вагона було обладнано шафами, умивальниками тощо. Першу і другу полиці в денний час можна було розкласти у комфортабельний диван. Вагон також оснащено біотуалетами, що дозволяв користуватись ними незалежно від зупинок (до речі, ними оснащено також і більшість купейних вагонів основної частини поїзда). З метою уникнення перемитництва службові відсіки, ніші міжнародних вагонів — опломбовано з підписами та печатками. У ті дні, коли не призначався безпересадковий вагон, була можливість проїхати у цих же поїздах, але з пересадкою.
| Розклад руху безпересадкового вагона (з 09.12.2018) | Розклад руху безпересадкового вагона (з 09.12.2018) | Розклад руху безпересадкового вагона (з 09.12.2018) | Розклад руху безпересадкового вагона (з 09.12.2018) | Розклад руху безпересадкового вагона (з 09.12.2018) |
| Час прибуття                                        | Час відправлення                                    | Станція                                             | Час прибуття                                        | Час відправлення                                    |
| --------------------------------------------------- | --------------------------------------------------- | --------------------------------------------------- | --------------------------------------------------- | --------------------------------------------------- |
| —                                                   | 20:05                                               | Київ                                                | 08:06                                               | —                                                   |
| 22:43                                               | —                                                   | Бухарест                                            | —                                                   | 06:15                                               |

Станції зміни напрямку руху були  Гречани та Ларга.

## Події
2 травня 2019 року була пожежа в одному відсіку тягового двигуна затримався поїзд № 118 на 50 хвилин. Після заміни локомотива поїзд продовжив рух.
1 червня 2019 року поїзд до Києва прибув приблизно о 10:40. На маршруті руху поїзда № 118 вийшов з ладу дизель-поїзд, який прямував йому на зустріч, через що виникла затримка поїзда на 4 години поки не прибув новий дизель-поїзд, щоб розминутись з ним і продовжити свій рух. Чернівчани дописували, що таке ставалося вже не вперше. За переказами, поїзд зупинявся  також на перегоні, не доїхавши до Ларги майже три години. Пасажирам пояснювали затримку поїзда через аварію на залізниці.
28 серпня 2020 року, у зв'язку із технічними неполадками, поїзд № 117 зупинився на перегоні Сорочий Брід — Фастів I і простояв там 3 години. Час запізнення по станції Фастів I склав 3 години, Не дивлячись на це, локомотивній бригаді вдалось скоротити час на дві години.

### Карстовий провал
19 вересня 2021 року в районі карстових печер на перегоні Новоселиця — Мамалига через підмив ґрунту стався провал у земляному полотні. В результаті поїзд № 118/117 запустили в об'їзд — через станції Заліщики та Тернопіль. Поїзд не курсував через станції Новоселиця, Ларга, Кам'янець-Подільський, Дунаївці. В той же день зі станції Новоселиця було відправлено три вагони сполученням Мамалига — Хмельницький. На наступний день пасажирів було відправлено автобусом з Чернівців до Мамалиги і зворотно. 21 вересня 2021 року залізничники ліквідували карстовий провал, що утворився на коліях у Чернівецькій області, а рух поїздів на цій ділянці було поновлено.
23 вересня 2021 року, проти ночі, стався повторний провал під колією на перегоні Новоселиця — Мамалига. Задля безпеки пасажирів поїзд № 118/117 Чернівці —  Чернігів спрямовано об'їзним шляхом через станції Заліщики, Тернопіль (поїзд прямував без зупинок на цих станціях). Час затримки становив близько двох годин, а прибуття поїзда № 117/118 на станцію Чернівці відбулося орієнтовно о 10:15. Натомість «Укрзалізниця» запустила оперативно призначала поїзд № 127/128 сполученням Ларга — Чернігів.
З 30 вересня 2021 року поїзду змінено маршрут руху через станцію Заліщики і прямував Дністровським каньйоном, а місцеві жителі мали можливість зручного сполучення зі столицею. "Пасажирська компанія «Укрзалізниця»" внесла до графіку руху поїзда № 117/118 сполученням Чернігів — Чернівці зупинки на станціях Чортків та Заліщики. Надалі й до стабілізації ситуації зі станом земляного полотна відправка рейсів з обох кінцевих станцій відбувалася за розкладом, але через об'їзд час в дорозі поїзда збільшився орієнтовно на дві години.
Посадка на станціях Ларга, Кам'янець-Подільський та Дунаївці здійснювалася на оперативно призначений поїзд № 127/128 Ларга — Чернігів за раніше придбаними квитками на поїзд № 117/118. На станції Гречани була організована можливість посадки як на поїзд № 117/118, так і на № 127/128, а для пасажирів, які відправлялися з Тернополя та Заліщиків, була можливість дістатися Києва, Чернігова або Чернівців, завдяки об'їзному маршруту поїзда № 118/117. «Укрзалізниця» запропонувала, якщо пасажири мають квитки на посадку, наприклад, зі станції Новоселиця, де обмежено рух через провал у земляному полотні, його можна було здати і повернути повну вартість проїзних документів. Для цього слід було звернутися із заявою та проїзним документом у будь-яку касу вокзалу. Інший варіант дістатися станцій Ларга або Кам'янець-Подільський — була забезпечена пересадка на оперативно призначений поїзд (у поїзді діяли раніше придбані квитки на поїзд № 117/118).
23 вересня 2021 року «Укрзалізниця» залучила фахівців з карстових процесів, які аналізували придатність дільниці Новоселиця — Мамалига для подальшого руху поїздів та способи стабілізації земляного полотна.
13 жовтня 2021 року о 15:45 знову був відкритий перегін Новоселиця — Мамалига. Львівські науковці п'ять днів обстежували місця поблизу села Драниці, проте рух перегоном був дозволений лише для вантажних поїздів. На дільниці, де тричі стався обвал, був встановлений стаціонарний цілодобовий пост з екстреним зв'язком. Черговий обхідник після проходження кожного поїзда мав проводити обстеження дільниці, де стався карстовий провал, але після такої «обкатки» перегоном про запуск столичного поїзда наразі є недоцільним.